# هارکما
هارکما (به هلندی: Harkema) یک منطقهٔ مسکونی در هلند است که در آخت‌کارسپیلن واقع شده‌است. هارکما ۴٬۲۹۵ نفر جمعیت دارد.